# 異能バトルは日常系のなかで
『異能バトルは日常系のなかで』（いのうバトルはにちじょうけいのなかで）は、望公太による日本のライトノベル。イラストは029が担当。GA文庫（ソフトバンククリエイティブ→SBクリエイティブ）より2012年6月から2018年1月まで刊行された。2016年4月時点でシリーズ累計発行部数は50万部を記録している。
2013年5月にドラマCD化、 同年7月に漫画化、 2014年10月にテレビアニメ化された。

## あらすじ
泉光高校文芸部・安藤 寿来"を始めとする5人の部員は重度の厨二病を患っている安藤にあきれつつも、それなりに平穏な日常を過ごしていた。しかしある日、部員達は「異能」と呼ばれる特殊な能力を操れるようになる。妄想が現実になったことを喜ぶ安藤だったが、他の4人の異能がとんでもない能力ばかりなのに対して彼の異能は本当に、まったく全然大したものではなかった。他の異能の持ち主も現れるものの世界を揺るがすような大きな事件も起きず、「それなりに平穏な日常」は続くのであった。

## 登場人物
※担当声優は、ドラマCD版 / テレビアニメ版の順。特に記載の無い場合はテレビアニメ版を指す。

### 文芸部メンバー
安藤 寿来（あんどう じゅらい）
声 - 宮野真守 / 岡本信彦
本作の主人公。泉光高校二年一組。血液型O型（自称『王型』）。文芸部所属。
異能バトルに憧れたり自分や他人の二つ名を考えたりが日常茶飯事の厨二病。自分の本名である「安藤寿来」も仮の名前と思っている。文芸部内では厨二的言動や異能のスペックの差もあってか若干いじられキャラのような立場にある。
成績は良く、国語においては92点と高得点を出すほどよい。学年順位は198人中38位。
無駄にカッコつけたがったり調子に乗りやすいところなどもあるが仲間や友人のことを心底から考え行動できる優しさと誠実さの持ち主で、自覚は薄いものの他の文芸部メンバーからは好意を抱かれる。
自身が世間的に見て「厨二」であるという自覚はしっかりとあり、場の空気を読んでそのノリを自重することもできる。
文芸部全員の異能の名称を名付けており、自身は「ギルディア・シン・呪雷（ジュライ）」が真名だと自称している。
異能はモノを燃やせないほど温度の低い攻撃力皆無の黒い炎を操る『黒焰（ダークアンドダーク）』。
神崎 灯代（かんざき ともよ）
声 - 今井麻美 / 山崎はるか
本作のヒロインの一人。泉光高校二年三組。血液型B型。気の強い性格。文芸部所属。
元（現在でも若干）厨二病気味な少女。サブカル的な知識も豊富で部内では主に寿来の厨二的言動へのツッコミ担当している。寿来に名字を羨ましがられている。
成績は普通で198人中88位と寿来より劣っている。発育は同級生より遅いらしく、美玲からは千冬よりかろうじてマシな程度と指摘されている。
異能は時間を制御する『永遠（クローズドクロック）』。制御できるのは時間の「停止」、「遅延」、「加速」であり、疑似的な瞬間移動をすることもできる一方、時間を「逆行」することはできない。
将来の夢であるラノベ作家を目指していることを知られ一時はバカにされると思ったが、それ以来自分の夢に対して寿来が本気で考えてくれるようになったため好意を抱くようになる。
櫛川 鳩子（くしかわ はとこ）
声 - 金元寿子 / 早見沙織
本作のヒロインの一人。泉光高校二年三組。血液型O型。
寿来の幼馴染。幼稚園のころからずっと寿来と同じ学校を選んでいる。寿来のことは「ジューくん」と呼んでいる。寿来を文芸部に誘ったのは鳩子。
お笑い好きでありその方面のネタを物事の解釈に引用することも多い。成績は198人中32位と文芸部の中では2番目に良く、勉強においては教える係になっている。
心優しくおおらかな性格ではあるが、単に文句を言わないだけでもあるため一旦ストレスが限界に達すると大変なことになる。いわゆるトランジスターグラマーで、脱ぐと巨乳。
異能は風火水土光の五つの属性を自在に操る『五帝（オーバーエレメント）』。これらの能力は複数を組み合わせることでより強力かつ多彩な効果を発揮することも可能。
寿来のことは昔から大好きでとても大切に想っておりずっと隣に居たいと思っている。小学生時代には周囲から火災報知器は鳴らすべきものと教わった際、火事ではない時に鳴らしてしまい、途方に暮れている自分を寿来だけが探しに来てくれたことは今でも大切な思い出となっている。
寿来の厨二病については長年に渡って聞かされてきたが全く理解できなかったうえに、鳩子自身も厨二的言動に全く興味がなくラノベも楽しめなかったため寿来と同じものを楽しめないことに悩んでいた。
寿来と灯代の関係進展を気にしており、特に灯代のラノベ執筆で二人の関係が急接近した際には自分だけで除け者扱いされているのではと疑心暗鬼に陥ってしまう。灯代のラノベ執筆を隠すため、寿来が曖昧な言葉を選んで灯代との打ち合わせをごまかした際は、寿来に対して本気で激昂、号泣しつつ凄まじい迫力で寿来を問い詰めた後に街へ飛び出してしまう。
寿来を問い詰めてしまった罪悪感に囚われつつ厨二病や異能とはなんなのかと悩んでいた時、偶然逢った一に言われた言葉が心に残り、それ以来わからないことはわからないままでいいと思い、寿来の厨二病に対して何も言わないことにしている。
文芸部メンバーが寿来を意識していることに気付いてからは自分自身の気持ちを明確に宣言、灯代にもライバルとして宣戦布告した。
高梨 彩弓（たかなし さゆみ）
声 - 原由実 / 種田梨沙
本作のヒロインの一人。泉光高校三年二組。血液型A型。
文芸部部長。柔道と空手は黒帯レベル。一方で腐女子を示唆する場面も存在する。いちばん歳上ということもあり、文芸部においては誰よりも冷静に物事を見られる。成績は学年2位と文芸部の中ではいちばん良く、よく美玲と学年1位を争っている。
容姿端麗で妖艶な雰囲気をもつ美少女であるが、頑固で融通が利かず沸点も低いため即座に実力行使に移るため寿来にとっては畏怖の対象でもある。中学時代は現在よりも更に潔癖だったため生徒会長であるにも関わらず生徒会で孤立し辛い学生生活を送っていた。高校でも生徒会長となることで今度は失敗しないことを目標としていたが、異能に目覚め文芸部から離れることをためらったため立候補を断念した。後にこの事実を知った寿来との仲が急接近していく。
異能は触れた物を彼女の認識する『あるべき姿』に還す『始原（ルートオブオリジン）』。一度戻してしまえば効果は永続的に続くらしく器物破損のみならず人体の治癒などにも使える一方、彼女が『あるべき姿』と認識できない状態には還すことができない。「死者は蘇らせないこと」を寿来と約束している。最初は寿来のことは手のかかる弟のようだと思っていたが、自分のことを真剣に考えてくれる寿来に好意を抱いていく。文芸部メンバー同士で抜け駆けが発生しないよう寿来への誕生日プレゼントは皆で一緒に製作するなど策士としての一面も見せる。寿来の中での好感度的に自分は不人気ヒロインに属していることは理解しており、一時はコンタクトを外し眼鏡キャラで特徴を出そうとしたこともある。水着姿や抜群のスタイルで魅了しようと考えるなど迷走もしていたが、寿来への想いは正々堂々と伝えなければ意味がないと気づき立ち直る。
10巻で告白をしようとした。
姫木 千冬（ひめき ちふゆ）
声 - 釘宮理恵 / 山下七海
本作のヒロインの一人。横衣小学校四年一組。血液型AB型。
文芸部顧問の里見先生の姪で、放課後はいつも文芸部に入り浸っている。寿来のことは「アンドー」と呼ぶ。
リスのぬいぐるみ「リッスン」がお気に入りで、機嫌が悪くなると腹話術的に使って自分の言葉を代弁させる。
異能は万物を創造する『創世（ワールドクリエイト）』創造したモノは彼女の意志で任意に消すことも可能。もっぱら空間を歪めての長距離移動に用いている。
空間そのものなど彼女に作り方の知識がないものでも創造は可能だが「命は創らない」ことを寿来と約束している。 文芸部や寿来のことは大好きで、最初はそれがどういうものかわからなかったが、寿来と共にいることでその気持ちに気づいていく。

### 泉光高校関係者
工藤 美玲（くどう みれい）
声 - 阿澄佳奈 / 福原香織
本作のヒロインの一人。泉光高校の生徒会長。安藤たちとは別時期に異能に目覚めるもその能力に困惑しているところを差出人不明のメールに唆され安藤たち文芸部を襲撃、異能バトルに持ち込もうとするが返り討ちにされる。
彩弓の評によると有能な生徒会長とのことだが一方で調子に乗ってうっかりミスを犯すようなことも多く、また恋愛沙汰にかなりのめり込みやすいなど真面目ではあるがノリのいい人物でもある。成績は学年1位で、その前は2位。彩弓と争っている。異能について悩んでいた時に寿来に助けられ、それ以来寿来に好意を抱いている。
異能は相手の異能を奪う『強欲（グレイトフルラバー）』。能力発動条件は「相手の異能が発動する瞬間を視認すること」。本人の言によれば異能は無限にストックでき、また任意に元の持ち主に返還することも可能。二つ同時に奪うことは不可能。
相模 静夢（さがみ しずむ）
声 - 細谷佳正
寿来の中学からの「知り合い」。寿来とは中学時代には互いに親友と認識するほどの関係だったが、ある事件をきっかけにその関係を寿来側から拒否、以後現在に至るまで付き合いは継続しているがあくまで「知り合い」ということで通している。
自身を「読者」と称しており、物事や人間関係を自分が楽しむための「物語」としてしか見ていない。
精霊戦争の存在と寿来たちが異能に目覚めたことを知っており、寿来たち文芸部の日常を「日常系」として、精霊戦争や黒き十二枚の翼の戦いを「異能バトル」と呼んで、それぞれを「物語」として傍観し、観賞し、時に自分にとっておもしろくなるように暗躍する。
桐生一の古くからの知り合いであり、異能こそ持たないが黒き十二枚の翼のメンバーの一人でもある。中学時代に双葉環と付き合っていたが、彼女の浮気を機に別れている。
美少年でとてもモテるが女性を「萌えキャラ」としてしか見ておらず、本性を知った女性にすぐ振られるか、他の男性との関係など「萌えキャラ」として致命的な汚点がある女性を容赦なく切り捨てるため長続きしたことはない。（遊佐小衣もその被害者の一人。）
アニメ版では遠慮なく女子トイレに入り込んでいたが、原作中で「さすがにあんなことはしない」とメタ発言をしている。
里見 詩春（さとみ しはる）
声 - 名塚佳織
文芸部顧問で千冬の叔母。いつも適当な行動をとるが、実は千冬や寿来たちのことを考えていてとても心優しい先生。

### 黒き十二枚の翼（フォールンブラック）
一が創設した精霊戦争に勝つために集めた異能者集団。メンバーは、一、一十三、柳、愛希、柊吾、ファンタジア、運命子、檜枝岐、相模。構成人数はまだ明かされていない。
桐生 一（きりゅう はじめ）
声 - 関智一 / 寺島拓篤
灯代の兄で泉光高校文芸部OB。学生時代から安藤以上に筋金入りの厨二病であり、異能に目覚めた現在は異能者集団『黒き十二枚の翼』の（形式上）リーダーという立場にいる。
容姿端麗、文武両道で将来を嘱望されていたが大学を中退して以来、家族とは疎遠である。
「霧龍・ヘルドカイザ・ルシ・ファースト」を自称し、異能は重力を操る『堕天使の鉄槌は愚者へと振り下ろされる（ルシファーズストライク）』。
寿来たち文芸部には手を出さないよう言いながらも、中二病的感性で盛り上がる局面での対決を期待している。
実は前回の精霊戦争の優勝者であり、異能バトルを続けたいがための願いによって今回の精霊戦争の裏の主催者となった、本作の元凶とも呼べる人物。
リーティア
声 - 大坪由佳 / 原紗友里
『戦争管理委員会』のメンバーで桐生一、斎藤一十三、文芸部の5人の担当精霊。かわいい外見をしているが本当は腹黒く、一のことが死ぬほど嫌い。
斎藤 一十三（さいとう ひとみ）
声 - 藤村歩
フォールンブラックの一枚目。泉光高校文芸部OG。一とは同級生かつ同じ部活だった仲であり、現在ではたびたびバイトを辞める彼を養いなどしつつ同居中。高校時代から一に好意を抱いていて、彼のことを「一くん」と呼ぶ。
異能は視界が合った相手を様々な効力を有する『邪眼』に変える『鍵のかかった魔眼（エターナルウインク）』。
芥川 柳（あくたがわ やなぎ）
声 - 井口祐一
フォールンブラックの二枚目。異能はあらゆるところに隙間を産み出し空間を出入りする『鬼の居ぬ間に鬼ごっこ（デッドスペース）』。常にゲーム機を持ち歩いている。ファンタジアと仕事をすることが多い。
奈津 愛希（なつ あき）
声 - 芹澤優
フォールンブラックの三枚目。三つ編みのヘアスタイルに、眼鏡をかけた少女。異能は相手の異能を解析する『首切りげんまん（ヘッドハンティング）』。
戸木 柊吾（とき しゅうご）
声 - 竹内良太
フォールンブラックの四枚目。異能は『神合わせが悪い刃並び（ジグザグジグソー）』。体はとてもがっしりしていて筋肉質。
遊佐野 ファンタジア（ゆさの ふぁんたじあ）
声 - 高木美佑
フォールンブラックの五枚目。異能は人格破綻の『太陽神を犯す月の女神（セックスエクリプス）』。ナースような姿で金髪で巨乳。柳と行動することが多く、よく一緒にいる。
田中 運命子（たなかうめこ）/システム
声 - 村川梨衣
『F』という組織により人為的に生みだされた異能者の少女。解放直後に『F』の施設へ奇襲を仕掛けていた『黒き十二枚の翼』に紆余曲折の末加入する。理由はお腹が減っていた時に一が持っていたお菓子をくれたから。
異能は「後出しじゃんけん」に喩えられ、敵の能力に対応し何度でも都合のいい「覚醒」をし続ける『絶え間なく改定される十戒（ホワイトルールブック）』。
檜枝岐（ひのえまた）/双葉環（ふたばたまき）
最も新参のメンバー。異能は『誰も座らない玉座（ロストレガリア）』。
寿来の中学時代の友人で相模の元カノ。環の浮気が発覚した際には相模と泥沼の破局劇を繰り広げ寿来を失望させた。物事を「面白さ」でしか判断しない無責任な相模とは方向性が違い、ヒロインであることを自ら演じる性格なため親から虐待を受けているという嘘で寿来の気を引こうとするなど破天荒な言動を繰り返してきた。（相模自身は己を「新しい作品が出ればすぐに別の作品に乗り換える読者」を彷彿とさせる存在であると自嘲しており、思い通りに動かない相手は全否定して人間関係を崩壊させることに楽しみを見出している。）
現在では男性のような口調や服装で登場しており、工藤に至っては実際に会うまで本当に男性であると勘違いしていた。

### その他
九鬼 円（くき まどか）
声 - 加藤英美里
千冬の友達で親友。寿来のことは当初は警戒していたが、接するごとに寿来の内面に触れ打ち解けていく。千冬の身の回りの世話は全て彼女がするほどしっかりしている。千冬のことを「ちーちゃん」と呼び、千冬には「くっきー」と呼ばれている。　
高梨 舞矢（たかなし まいや）
声 - 諸星すみれ
彩弓の妹。中学2年生。しっかりした姉を持つ自由奔放な妹。しかしいつも堅すぎる姉を心配したりするなど、かなりの姉想い。
安藤 真智（あんどう まち）
声 - 浅野真澄
寿来の姉。大学生。寿来が服を選ぶと全て厨二病のような服装になってしまうため、寿来の服は全部真智が選んでいる。

### アニメオリジナルキャラクター
荻浦 直江（はぎうら なおえ）
声 - 上田麗奈
アニメオリジナルのキャラクター。Fの残党であり、相模の口車に乗せられ文芸部メンバーを狙う。
異能は他者に憑依する能力（名称は不明）であり、異能も自由に使用することができるが、憑依している間は自分の体は動かせない。美玲に憑依し鳩子、千冬の異能を奪うも、寿来の覚醒異能『黒焔・終止符を打つもの(ダークアンドダーク・オブジエンド)』を利用した奇策により撃退され、その直後に一により倒された。
なお、キャラの名称は原作者によるもの。

## 用語・設定
黒き十二枚の翼（フォールンブラック）
一が創設した精霊戦争に勝つために集めた異能者集団。全員が異能者で、一の実力を信じついていっている。現在明かされているメンバーは、一、一十三、柳、愛希、柊吾、ファンタジア、運命子、檜枝岐、相模の9人。構成人数はまだ明かされていない。黒き十二枚の翼の目的は、精霊戦争に勝つこと。そのために他の異能集団を倒している。
実は前回の精霊戦争をソロで戦い抜いた桐生一が、チームプレイで精霊戦争を楽しむために結成したもの。

精霊戦争
精霊が管理する異能者同士のバトルロワイヤル。最後まで残った8人「ラストエイト」はどんな願いも叶えてもらえる。精霊戦争に参加する異能者にはそれぞれ担当の精霊がつく。精霊戦争で死んだ者は戦争と異能に関わる記憶を消されたうえで生き返り、日常に戻る。

ある事件（名称不明）
寿来と相模の中学時代に起きた事件。その事件をきっかけに親友と呼び合っていた2人が「知り合い」となった事件。
理想のカップルだと思っていた相模と環の泥沼の末の破局に巻き込まれて、寿来は人間関係の醜さや自分自身の幼さに失望し、相模との関係を白紙に戻して一時的に中二病も卒業した。

## 制作背景
作者は本作の執筆開始前に「能力名や二つ名は誰がいつ考えているのか」という疑問を抱いており、多くのフィクション作品においてそれらの名付け親に関しては適当に済ませていることから、本作では専門用語の名付け親に関しては可能な限り明示することをコンセプトとしている。また、作者は本作のテーマは「中二病」だとしている。

## 既刊一覧

### 小説
- 望公太（著） / 029（イラスト） 『異能バトルは日常系のなかで』 ソフトバンククリエイティブ→SBクリエイティブ〈GA文庫〉、全13巻
  1. 2012年6月30日初版第一刷発行（6月15日発売[26]）、ISBN 978-4-7973-6991-5
  2. 2012年10月31日初版第一刷発行（10月15日発売[27]）、ISBN 978-4-7973-7197-0
  3. 2013年3月31日初版第一刷発行（3月15日発売[28]）、ISBN 978-4-7973-7303-5
  4. 2013年7月31日初版第一刷発行（7月13日発売[29]）、ISBN 978-4-7973-7470-4
  5. 2013年11月30日初版第一刷発行（11月15日発売[30]）、ISBN 978-4-7973-7525-1
  6. 2014年3月31日初版第一刷発行（3月15日発売[31]）、ISBN 978-4-7973-7660-9
  7. 2014年7月31日初版第一刷発行（7月15日発売[32]）、ISBN 978-4-7973-7756-9
  8. 2014年10月31日初版第一刷発行（10月15日発売[33]）、ISBN 978-4-7973-8017-0
  9. 2014年11月30日初版第一刷発行（11月15日発売[34]）、ISBN 978-4-7973-8159-7
  10. 2015年3月31日初版第一刷発行（3月14日発売[35]）、ISBN 978-4-7973-8236-5
    - 「ドラマCD付き限定特装版」同日発売[36]、ISBN 978-4-7973-8237-2

  11. 2016年4月30日初版第一刷発行（4月15日発売[37]）、ISBN 978-4-7973-8735-3
  12. 2016年9月30日初版第一刷発行（9月15日発売[38]）、ISBN 978-4-7973-8890-9
  13. 2018年1月31日初版第一刷発行（1月15日発売[39]）、ISBN 978-4-7973-9386-6

### 漫画
「月刊コンプエース」2013年9月号より2015年4月号まで連載。
- 望公太（原作） / 029（キャラクター原案） / 黒瀬浩介（作画） 『異能バトルは日常系のなかで』 KADOKAWA〈角川コミックス・エース〉、全4巻
  1. 2014年3月26日初版発行（同日発売[40]）、ISBN 978-4-04-121067-3
  2. 2014年9月26日初版発行（同日発売[41]）、ISBN 978-4-04-102120-0
  3. 2014年11月21日初版発行（同日発売[42]）、ISBN 978-4-04-102288-7
  4. 2015年3月26日発売[43]、ISBN 978-4-04-102879-7

## テレビアニメ
2014年3月にテレビアニメ化が発表され、2014年10月から12月までテレビ東京ほかにて放送された。TRIGGERとしては初の原作のある制作元請作品である。
テレビ東京のみ、当番組が2014年12月14日に幕張メッセで開催の『アニメJAM2014』に出展するため、開催直前まで次回予告後にメインキャラクター役の声優2人が告知を行っていた。その関係で、イベント開催直前週まで提供クレジットパートを設けておらず、本編にて画面右下に提供表示を出していた。

### スタッフ
- 原作 - 望公太（GA文庫/SBクリエイティブ刊）[4]
- 原作イラスト - 029[4]
- 総監督・シリーズ構成 - 大塚雅彦[4]
- 監督 - 高橋正典[4]
- キャラクターデザイン・総作画監督 - 山口智[4]
- 美術監督 - 加藤靖忠[4]
- 色彩設計 - 高木雅人[4]
- 撮影監督 - 矢辺洋章[4]
- 編集 - 長谷川舞[4]
- 音響監督 - 渡辺淳[4]
- 音楽 - Elements Garden[4]
- 音楽プロデューサー - 村上貴志[24]
- 音楽制作 - DIVEII entertainment[4]
- プロデューサー - 田中宏幸[24]、数野高輔[24]、清水美佳[24]、長瀬奈津子[24]、宇佐義大[24]、川崎仁[24]、百田英生[24]、高篠秀一[24]、武内博[24]、兼光一博[24]
- アニメーションプロデューサー - 稲垣亮祐[4]
- アニメーション制作 - TRIGGER[4]
- 製作 - 泉光高校文芸部[4]

### 主題歌
オープニングテーマ「OVERLAPPERS」（第1話 - 第5話、第7話 - ）
作詞 - 畑亜貴 / 作曲・編曲 - 藤田淳平 / 歌 - Qverktett:||（山崎はるか、早見沙織、種田梨沙、山下七海）
第12話ではエンディングテーマとして使用。
エンディングテーマ「You Gotta Love Me!」（第1話 - 第11話）
作詞 - RUCCA / 作曲・編曲 - 藤田淳平 / 歌 - かと*ふく

### 各話リスト
| 話数   | サブタイトル               | 脚本              | 絵コンテ          | 演出     | 作画監督                                                                   |
| ------ | -------------------------- | ----------------- | ----------------- | -------- | -------------------------------------------------------------------------- |
| 第1話  | 『異変』アルファエピソード | 大塚雅彦 高橋正典 | 高橋正典          | 高橋正典 | 山口智                                                                     |
| 第2話  | 『誤想』ミスコンセプション | 大塚雅彦          | 大地丙太郎        | 宮島善博 | 平田雄三                                                                   |
| 第3話  | 『邂逅』ランデブーポイント | 大塚雅彦          | 小倉陳利          | 石井和彦 | 山本周平                                                                   |
| 第4話  | 『奇行』カプリシャスレディ | 樋口七海          | 大地丙太郎        | 江島泰男 | 石田一将、平田雄三、近岡直                                                 |
| 第5話  | 『厨二』センシティブエイジ | 樋口七海          | 清水久敏          | 清水久敏 | 平田雄三、山本周平、斎藤健吾                                               |
| 第6話  | 『罪悪』ヴァイスペナルティ | 大塚雅彦          | 小倉陳利          | 鈴木芳成 | 長谷川哲也                                                                 |
| 第7話  | 『覚醒』ジャガーノートオン | 樋口七海          | 望月智充          | 宮島善博 | 坂本勝                                                                     |
| 第8話  | 『戦争』ホルムガングバトル | 大塚雅彦          | 小松田大全        | 石井和彦 | 石田一将、斉藤健吾                                                         |
| 第9話  | 『布告』ガールズアプローチ | 樋口七海          | 江島泰男          | 江島泰男 | 平田雄三、半田修平 坂本勝、斉藤健吾                                        |
| 第10話 | 『迷路』フールズラビリンス | 大塚雅彦          | 益山亮司          | 五味伸介 | 川島勝、宮井加奈、前田義宏 野崎麗子、臼田美夫 井上なつみ、福島勇           |
| 第11話 | 『存在』キューピッドエラー | 樋口七海          | 望月智充          | 宮島善博 | 斉藤健吾、平田雄三、石田一将                                               |
| 第12話 | 『日常』ユージュアルデイズ | 大塚雅彦          | 小倉陳利 大塚雅彦 | 大塚雅彦 | 半田修平、斉藤健吾、坂本勝 石田一将、山本周平、平田雄三 長谷川哲也、山口智 |

### 放送局
| 放送期間                 | 放送時間                     | 放送局     | 対象地域・備考              |
| ------------------------ | ---------------------------- | ---------- | --------------------------- |
| 2014年10月7日 - 12月23日 | 火曜 2:05 - 2:35（月曜深夜） | テレビ東京 | 関東広域圏                  |
| 2014年10月9日 -          | 木曜 2:35 - 3:05（水曜深夜） | テレビ大阪 | 大阪府                      |
|                          |                              | テレビ愛知 | 愛知県                      |
|                          | 木曜 22:00 - 22:30           | AT-X       | 日本全域 / リピート放送あり |

| 放送期間         | 放送時間           | 放送局             | 備考                             |
| ---------------- | ------------------ | ------------------ | -------------------------------- |
| 2014年10月9日 -  | 木曜 22:30 - 23:00 | ニコニコ生放送     |                                  |
|                  | 木曜 23:00 更新    | ニコニコチャンネル |                                  |
| 2014年10月12日 - | 日曜 12:00 更新    | バンダイチャンネル | 見放題サービス利用者は全話見放題 |
|                  |                    | dアニメストア      | 見放題サービス利用者は全話見放題 |

テレビ東京放映分の11月3日と10日分はそれぞれ11月5日と12日深夜 2:35 - 3:05 の枠に振り替える。

### 関連商品

#### BD
| 巻     | 発売日         | 収録話          | 規格品番     | 規格品番   |
| 巻     | 発売日         | 収録話          | 初回版       | 通常版     |
| ------ | -------------- | --------------- | ------------ | ---------- |
| 1      | 2014年12月26日 | 第1話 - 第2話   | EYXA-10077/B | EYXA-10083 |
| 2      | 2015年1月30日  | 第3話 - 第4話   | EYXA-10078/B | EYXA-10084 |
| 3      | 2015年2月27日  | 第5話 - 第6話   | EYXA-10079/B | EYXA-10085 |
| 4      | 2015年3月27日  | 第7話 - 第8話   | EYXA-10080/B | EYXA-10086 |
| 5      | 2015年4月24日  | 第9話 - 第10話  | EYXA-10081/B | EYXA-10087 |
| 6      | 2015年5月29日  | 第11話 - 第12話 | EYXA-10082/B | EYXA-10088 |
| 全話見 | 2020年11月13日 | 第1話 - 第12話  | EYXA-13085   | -          |

### Webラジオ
『異能バトルはラジヲのなかで』のタイトルで2014年10月3日から翌年1月30日まで音泉にて配信された。全17回。初回はプレ配信であり、毎週金曜日に更新。パーソナリティは山崎はるか（神崎灯代 役）、山下七海（姫木千冬 役）が務める。
| 発売日         | タイトル                                    | 規格品番    |
| -------------- | ------------------------------------------- | ----------- |
| 2015年01月28日 | ラジオCD「異能バトルはラジヲのなかで」Vol.1 | TBZR-0331/2 |
| 2015年03月25日 | ラジオCD「異能バトルはラジヲのなかで」Vol.2 | TBZR-0413/4 |

#### ゲスト
- 第1回（2014年10月10日）、第2回（2014年10月17日） - 岡本信彦（安藤寿来 役）
- 第3回（2014年10月24日）、第4回（2014年10月31日） - 名塚佳織（里見詩春 役）
- 第5回（2014年11月7日）、第6回（2014年11月14日） - 種田梨沙（高梨彩弓 役）
- 第7回（2014年11月21日）、第8回（2014年11月28日） - 福原香織（工藤美玲 役）
- 第9回（2014年12月5日） - 岡本信彦（安藤寿来 役）、種田梨沙（高梨彩弓 役） ※公開録音
- 第10回（2014年12月12日）、第11回（2014年12月19日） - 浅野真澄（安藤真智 役）
- 第12回（2014年12月26日）、第13回（2015年1月2日） - 加藤英美里（九鬼円 役）
- 第14回（2015年1月9日）、第15回（2015年1月16日） - 諸星すみれ（高梨舞矢 役）

### インターネットテレビ
- 第1回 異能バトルはニコ生のなかで（ニコニコ生放送：2014年10月6日）出演：山崎はるか、種田梨沙、山下七海
- 第2回 異能バトルはニコ生のなかで（ニコニコ生放送：2014年11月11日）出演：岡本信彦、山崎はるか、山下七海
- 第3回 異能バトルはニコ生のなかで（ニコニコ生放送：2014年12月19日）出演：山崎はるか、早見沙織、種田梨沙、山下七海

## ゲーム
2014年10月23日よりMobage、12月18日よりトラゲー、同月下旬よりiOS・Androidにて、ネクストリーによるソーシャルゲームが配信開始。2015年8月3日でサービスは終了した。

## コラボCM
2024年11月15日に日清食品のどん兵衛とのコラボレーションCMが公開された。鳩子の長セリフの有名な熱演シーンのオマージュで、どん兵衛を食べようとする寿来に鳩子が裏どん兵衛のよさを語る内容を、TVアニメと同じく岡本信彦と早見沙織が演じた。